# Hostivít

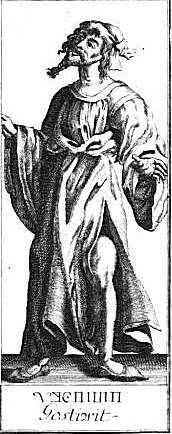
Príncipe Hostivit de Bohemia

Hostivít fue un príncipe legendario de Bohemia del siglo IX. De acuerdo con la tradición, fue hijo de Neklan y padre de Borivoj I de Bohemia, primer duque de Bohemia. Hostivít es considerado el último gobernante legendario de los checos. Cosmas, el primer cronista checo, no escribió demasiado sobre su reinado. Una de las pocas cosas que se conocen es que cuando Ludmila nació, posteriormente Santa Ludmila, Hostivít y Slavibor, el padre de ésta, acordaron el futuro matrimonio entre Borivoj y Ludmila. 
| Predecesor: Neklan | Príncipe de Bohemia Desconocida - c. 870 | Sucesor: Bořivoj I |

- Datos: Q2381128
- Multimedia: Hostivít / Q2381128